# (466671) 2014 WB192
(466671) 2014 WB192 es un asteroide perteneciente al cinturón de asteroides, descubierto el 16 de junio de 2004 por el equipo Spacewatch desde el Observatorio Nacional de Kitt Peak (Arizona, Estados Unidos).